# Wolkertshofen

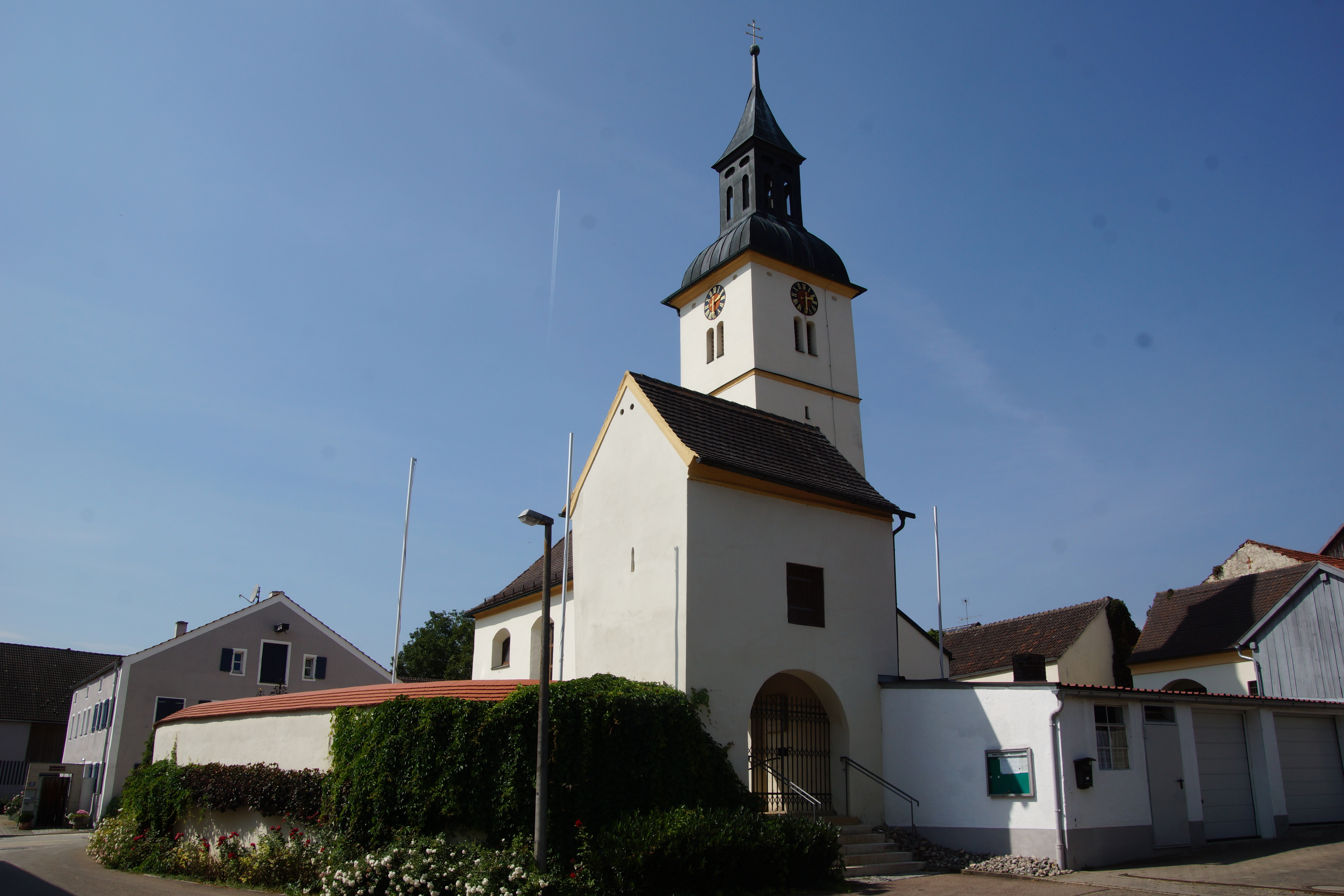
Kirche St. Quirinus

Wolkertshofen  ist ein Kirchdorf und Ortsteil des Marktes Nassenfels im Landkreis Eichstätt am Rande des Naturparks Altmühltal. Zur Gemarkung gehört auch die Wolkertshofener Mühle.

## Geschichte
Um das Jahr 1150 lässt sich ein Hartwic(us) de Wolfgertshoven nachweisen. 1183 schenkt Bischof Otto sein Gut Wolfgereshouen dem Domkapitel. Es liegt der altdeutsche Personenname Wolfgar zugrunde.
Landesherr war bis zur Säkularisation und damit bis zur Auflösung des Hochstifts Eichstätt 1802 der Fürstbischof von Eichstätt. 1802 besetzten kurbairische Truppen das Hochstift. Das Untere Hochstift fiel 1803 an Großherzog Ferdinand von Toscana, den Bruder des Kaisers. Nach einem kurzen kurfürstlich-salzburgischen Intermezzo kam der Ort 1806 an das junge Königreich Bayern. Unter der Herrschaft des Herzogs von Leuchtenberg und Eichstätter Fürsts Eugène de Beauharnais, dem Stiefsohn Napoleons und Schwiegersohn des bayerischen Königs, wurde in Wolkertshofen 1818 eine Realgemeinde gebildet.
1833 fiel das Fürstentum Eichstätt und damit auch die Gemeinde Wolkertshofen wieder an Bayern zurück. Mit dem Landgericht Eichstätt kam Wolkertshofen 1838 vom Regenkreis zum Rezatkreis, der zum gleichen Zeitpunkt in Mittelfranken umbenannt wurde. Nach dem freiwilligen Zusammenschluss mit Nassenfels, der am 1. April 1971 wirksam wurde, wurde das Dorf im Zuge der Kreisgebietsreform 1972 oberbayerisch.

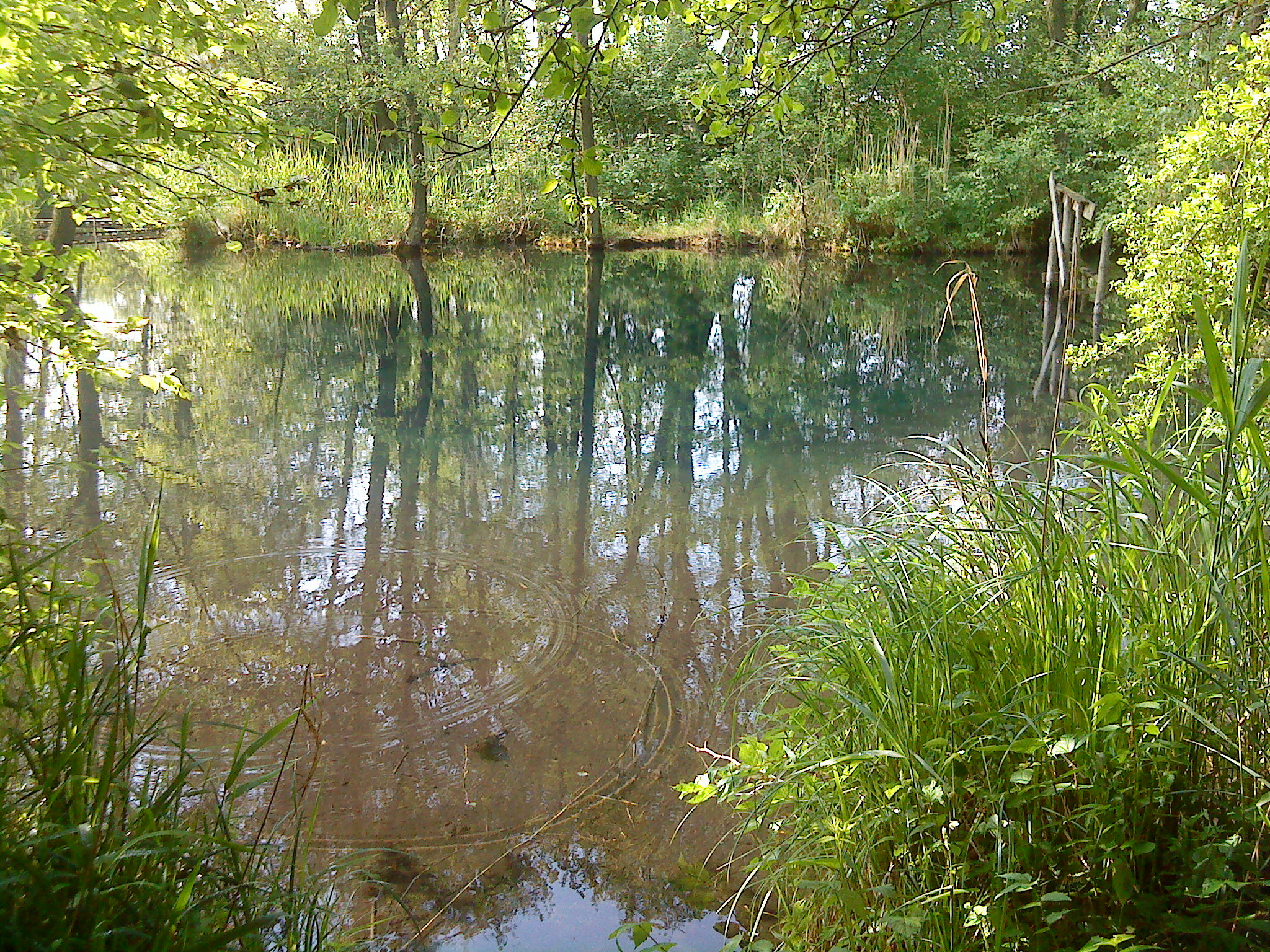
Gleßbrunnen bei Wolkertshofen

## Sehenswürdigkeiten
- Die katholische  Kirche St. Quirin ist eine Wehrkirche, dessen Chorturm im Untergeschoss romanischen Ursprungs ist und im Jahr 1687 durch den Graubündner Baumeister Jakob Engel einen barocken Aufbau erhielt.[5][6]
- Die denkmalgeschützte Kapelle St. Johannes Baptist befindet sich im Nordosten von Wolkertshofen. Die Untergeschosse des Turms sind mittelalterlichen Ursprungs, der Turmaufbau und das Langhaus wurden Ende des 17. Jahrhunderts errichtet.[5][6]

- Die Gleßbrunnen sind fünf miteinander verbundene 5–9 m tiefe Quelltöpfe mit hellglänzender Wasseroberfläche und befinden sich in der Nähe des Flusslaufes der Schutter. Es handelt sich um die stärkste Quelle im Eichstätter Raum.[7]